# Polícia Militar do Amazonas
A Polícia Militar do Amazonas (PMAM) integra o sistema de segurança pública e defesa social do Brasil, com a função primordial de policiamento ostensivo e a preservação da ordem pública estadual; além de outras atribuições previstas na legislação federal e estadual. Seus integrantes são denominados militares dos Estados, e a corporação é força auxiliar e reserva militar do Exército Brasileiro.

## Surgimento das Policias Militares do Brasil
O surgimento das policias militares brasileiras, deu-se  em Minas Gerais, onde já havia uma estrutura de força militar com funções semelhantes às de policiamento e controle social desde o período colonial. Em 1775, uma reorganização militar na capitania, com a criação do Regimento Regular de Cavalaria de Minas (RRCM), que é a célula Mater da Polícia Militar de Minas Gerias (PMMG),  resultou na substituição dos antigos terços por corpos auxiliares organizados em regimentos. Esse novo corpo atuava em atividades internas como patrulhamento e repressão, sendo empregado principalmente na proteção do escoamento do ouro pelas estradas reais até o litoral brasileiro e na preservação da ordem pública na capitania de Minas Gerais. Assim, marcando essa organização militar como uma das mais antigas expressões de força policial estruturada no Brasil . A legislação imperial registra, ainda, a criação de outros corpos policiais nas províncias, como em 1809 no Rio de Janeiro, 1818 no Pará, em 1820 no Maranhão, em 1825 na Bahia, em Pernambuco, e em 1834 no Espírito Santo.

## Histórico da PMAM
A corporação foi criada em 4 de abril de 1837, pelo então Presidente da Província do Pará, General Soares d'Andrea, com a missão de combater a rebelião iniciada em Belém, conhecida como Cabanagem (1835-1840).

### Guerra de Canudos
O conflito mobilizou aproximadamente doze mil militares, oriundos de dezessete estados brasileiros, distribuídos em quatro expedições. E na quarta expedição, sob o comando do General Artur Oscar Andrade Guimarães, a PMAM participou do conflito com o 1º Batalhão de Infantaria sob o comando do Tenente-coronel Cândido Mariano.

### Revolução Acriana
Atuou também contra a invasão boliviana no início do século, quando o exército boliviano ocupou o rio Acre e seus afluentes.

### Segunda Guerra Mundial
No decorrer da 2ª Guerra Mundial, a Polícia Militar do Amazonas colaborou com o esforço de guerra, na produção da borracha; auxiliando no policiamento e organização do transporte dos soldados da borracha, na construção de hospedarias para emigrantes, e nos serviços do Porto de Manaus.

## Denominações
Desde a sua fundação a corporação recebeu as seguintes denominações:
- 1835 - Guarda Policial;
- 1887 - Corpo Policial do Amazonas;
- 1890 - Batalhão Militar de Segurança;
- Regimento Militar do Estado;
- Batalhão Militar;
- 1935 - Força Policial do Estado.
- 1938 - Polícia Militar do Estado do Amazonas

## Estrutura operacional

### Comando de Policiamento Metropolitano

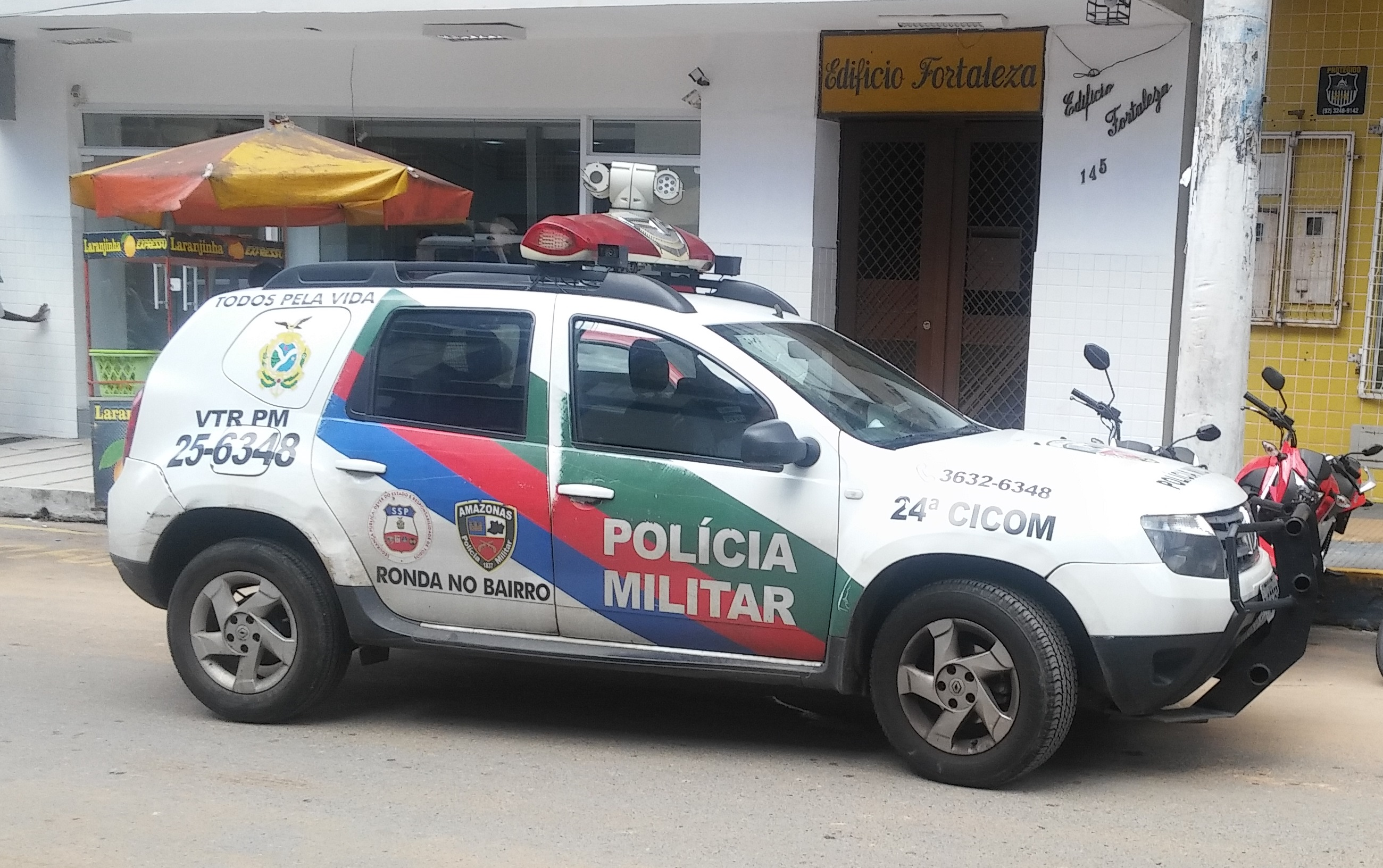
Viatura da PMAM.
Viaturas com a nova caracterização.

Comando de Policiamento de Área - Norte
Comando de Policiamento de Área - Sul
O Comando de Policiamento de Área (CPA - Sul) foi criado com a antigo 4° Batalhão de Polícia Militar, através do Plano de Revitalização de Segurança Pública.
- 1ª Companhia Interativa Comunitária
- 2ª Companhia Interativa Comunitária
- 3ª Companhia Interativa Comunitária
- 7ª Companhia Interativa Comunitária
- Força Tática

A Força Tática atua no patrulhamento ostensivo motorizado, atua geralmente pela madrugada nos lugares mais perigosos da cidade, se divide de acordo com as divisões regionais da cidade de Manaus.
Comando de Policiamento de Área - Leste
Comando de Policiamento de Área - Oeste
Comando de Policiamento de Área - Centro-Sul
Comando de Policiamento de Área - Centro-Oeste
Batalhão de Polícia de Trânsito

### 1º Batalhão de Policiamento de Choque "BATALHÃO CORONEL MAR"
Célula Mater das tropas especializadas da Polícia Militar do Amazonas. Responsável pelas Operações de Choque, Controle de distúrbios, policiamento em praças desportivas e intervenção prisional.
2º Batalhão de Policiamento de Choque "RONDAS OSTENSIVAS CÂNDIDO MARIANO-ROCAM"
Responsável pelo patrulhamento tático motorizado, atua diuturnamente no combate à criminalidade. Tropa que vem mostrando seu valor ao longo dos anos, é reconhecida como patrimônio do povo amazonense.
Regimento de Policiamento Montado
O Regimento de Policiamento Montado (RPMon) é a unidade especializada em policiamento montado; bem como, ações de polícia de choque montado, guardas, equitação e equoterapia. O RPMon foi criado em 1988, como um Esquadrão de Policia Montada.
E no ano de 2002 recebeu a denominação de Regimento Coronel Bentes, uma homenagem a seu primeiro comandante.
Companhia Independente de Policiamento com Cães
A Companhia Independente de Policiamento com Cães (CIPCães) é a unidade especializada na busca e localização de pessoas, armas, drogas e artefatos explosivos. Ela também atua na manutenção da ordem pública, em casos de distúrbios civis, e no policiamento de eventos esportivos.
Companhia de Operações Especiais
Grupamento de Manejo de Artefatos Explosivos
O Grupamento de Manejo de Artefatos Explosivos (MARTE) é responsável pelo atendimento em ocorrências que envolvam o manejo, neutralização ou desativação de artefatos explosivos.
Grupamento de Radiopatrulhamento Aéreo
O Grupamento de Radiopatrulhamento Aéreo (GRAER) é responsável pelo policiamento aéreo através de helicópteros da Secretaria de Segurança Pública do Estado do Amazonas. Sua base está localizada no aeroclube de Manaus.

### Comando de Policiamento Ambiental
Batalhão de Polícia Ambiental
O Batalhão de Polícia Ambiental (BPAmb) é responsável pela prevenção de crimes ambientais; atuando com viaturas e barcos no patrulhamento dos rios do Estado.